# Älvsborgsbanan
Älvsborgsbanan är en järnvägslinje mellan Uddevalla C och Borås C. Namnet kommer av att den knyter ihop norra och södra delarna av tidigare Älvsborgs län, även om den också gick genom delar av dåvarande Skaraborgs län samt Göteborgs och Bohus län.

## Trafik
Västtrafik kör Västtågen Uddevalla C–Herrljunga–Borås C och vidare till Varberg på Viskadalsbanan. Tågen gör ofta längre uppehåll i Herrljunga, dels för att ha marginal för både på- och avstigande på fjärrtågen till och från Stockholm på Västra stambanan, dels för att tåget måste byta körriktning (banorna mot Uddevalla respektive Borås kommer in till Herrljunga från samma håll). Särskilt söder om Herrljunga stannar tågen i flera mindre samhällen, vilket ger en lokaltågsprägel. Det är i genomsnitt 13 kilometer mellan stoppen väster om Herrljunga och 6 kilometer mellan Herrljunga och Borås. Västtrafiks Kinnekulletåget från Göteborg C använder järnvägen mellan Herrljunga och Håkantorp där tågen svänger in på Kinnekullebanan.
SJ kör ett tåg om dagen på vardagar (X2000 eller SJ 3000) mellan Uddevalla och Herrljunga som fortsätter till Stockholm C på Västra stambanan. På sommaren går det ända från Strömstad.
Plattformarna är generellt sett cirka 120 meter långa mellan Vargön och Vedum och i Borgstena och Fristad, 70 meter i Ljung och Knalleland, och endast 30 meter i Torpåkra och Mollaryd, och längre än 120 i Uddevalla, Öxnered, Vänersborg, Herrljunga och Borås. Detta sätter begränsningar på persontågens längd, som vanligen är ett fordon av typ X11, X12, X14, X50, X52 eller X61, längd 50–75 meter.

## Historia
Sträckan norr om Herrljunga byggdes som Uddevalla–Vänersborg–Herrljunga Järnväg (UWHJ, senare UVHJ) och var klar i sin hela sträckning 1867. Herrljungabanan var dess tidigare namn i dagligt tal. Den var 92 kilometer lång och hade spårvidden 1217 mm.
Sträckan Herrljunga–Borås C byggdes som Borås–Herrljunga Järnväg (BHJ) och var klar 1863, med en längd på 42 kilometer. Även den hade i början spårvidden 1217 mm. Under 1898–1900 byggdes hela sträckan Uddevalla-Borås om till normal spårvidd.
År 1930 slogs bolagen Borås–Herrljunga Järnväg och Varberg–Borås Järnväg ihop, för att 1940 övertas av staten. Samtidigt tog staten över också UVHJ.
Banan fick under de första årtiondena en mycket stor betydelse för havreexporten från Sverige och det fanns skäl till att den allmänt gick under benämningen Havrebanan.
Järnvägsstationen i Uddevalla låg där Museiparken i dag ligger strax intill Bäveån. Den sista sträckan in mot Uddevalla gick banan i en utförsbacke ner mot Badö. Sedan tåget bromsats in, backade det in till järnvägsstationens perrong. Omvänt var det en uppförsbacke ut från staden, vilket innebar stora problem under lövhalkan på höstarna. Det hände ganska ofta att tåget blev stående i uppförsbacken vid Norra Kyrkogården för att tvingas backa tillbaka mot Badö för att ta ny sats. Då Bohusbanan byggdes och fick sin egen järnvägsstation 1903 drogs den sista delen av Herrljungabanan till den stationen istället, vilket innebar att problemen med lövhalkan upphörde. Järnvägsstationen i hamnen hade 1895 också blivit station för den nybyggda Lelångenbanan mellan Uddevalla och Bengtsfors. Herrljungabanans station revs slutligen 1964. 1970 flyttades sträckningen genom Uddevalla till söder om Norra Kyrkogården i två tunnlar genom Kålgårdsberget på grund av vägbygge.
I Vänersborg byggdes 1910–1916 en ny öppningsbar klaffbro. Bron tillverkades i Stettin, då en del av Tyskland och kallas ibland därför för Tyska bron. Bron stod sig fram till i mars 2023 då den akut fick stängas på grund av sprickor. Strax därefter visade det sig att bron inte gick att rädda och en kopia fick snabbt nytillverkas och placeras på de gamla fundamenten. Tågtrafiken återupptogs den 1 februari 2025.
Några mindre justeringar av bansträckningen har skett. En ägde rum i Herrljunga 1900 då infartskurvan från Borås var för skarp för det nya normalspåret. En annan skedde i Uddevalla 1970 då en tunnel byggdes för att en motorväg skulle byggas där banan låg. En ytterligare mindre flytt skedde vid Öxnered år 2006 i samband med bygge av en ny, snabbare, sträckning på Norge/Vänerbanan mot Göteborg. Man byggde då också ett triangelspår så att tåg kan gå mellan Trollhättan och Uddevalla. Vissa tåg går Göteborg–Trollhättan–Uddevalla vilket går snabbare än Göteborg–Uddevalla via Bohusbanan.

## Bildgalleri

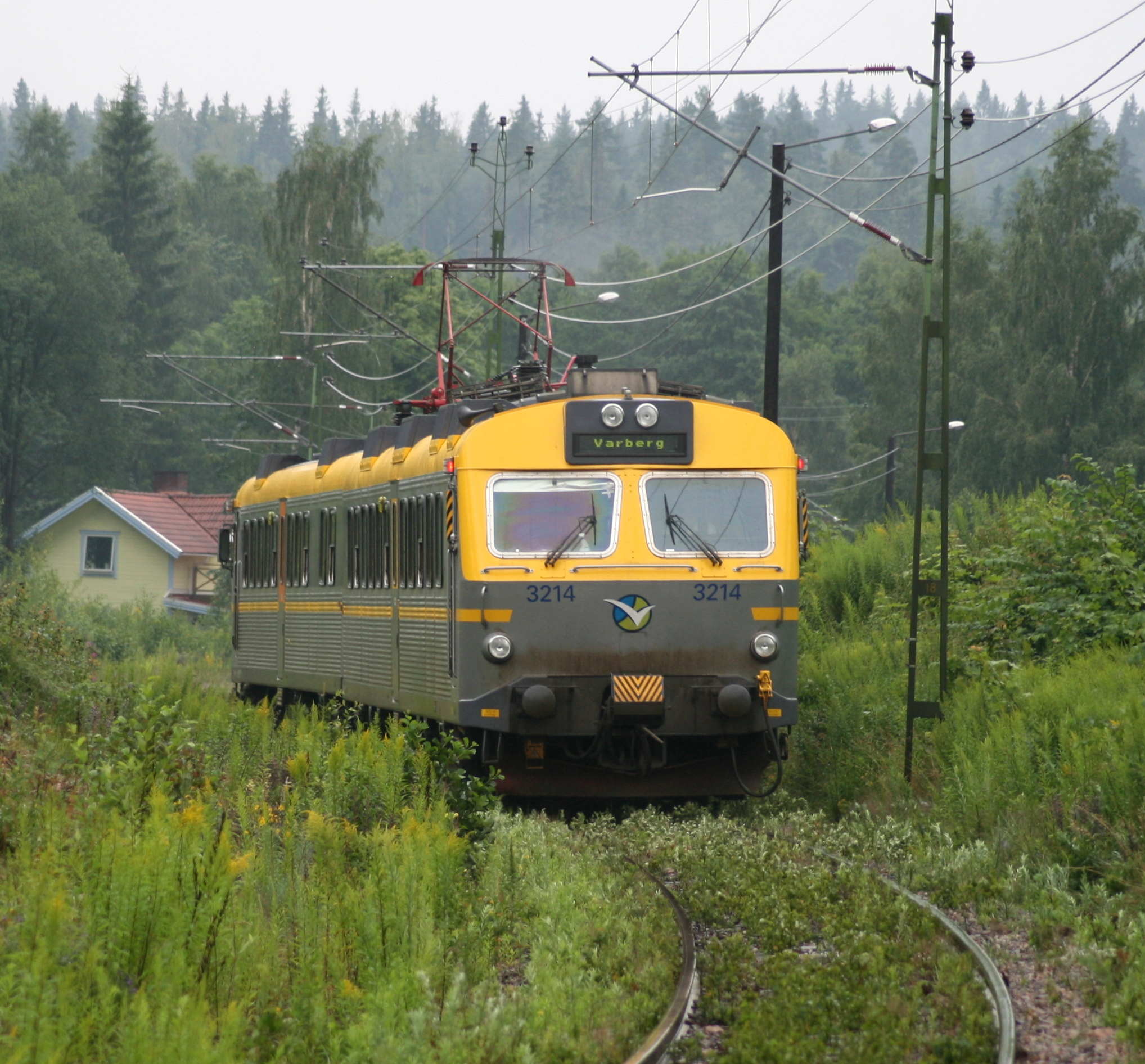
En X12-motorvagn på Älvsborgsbanan norr om Borås.
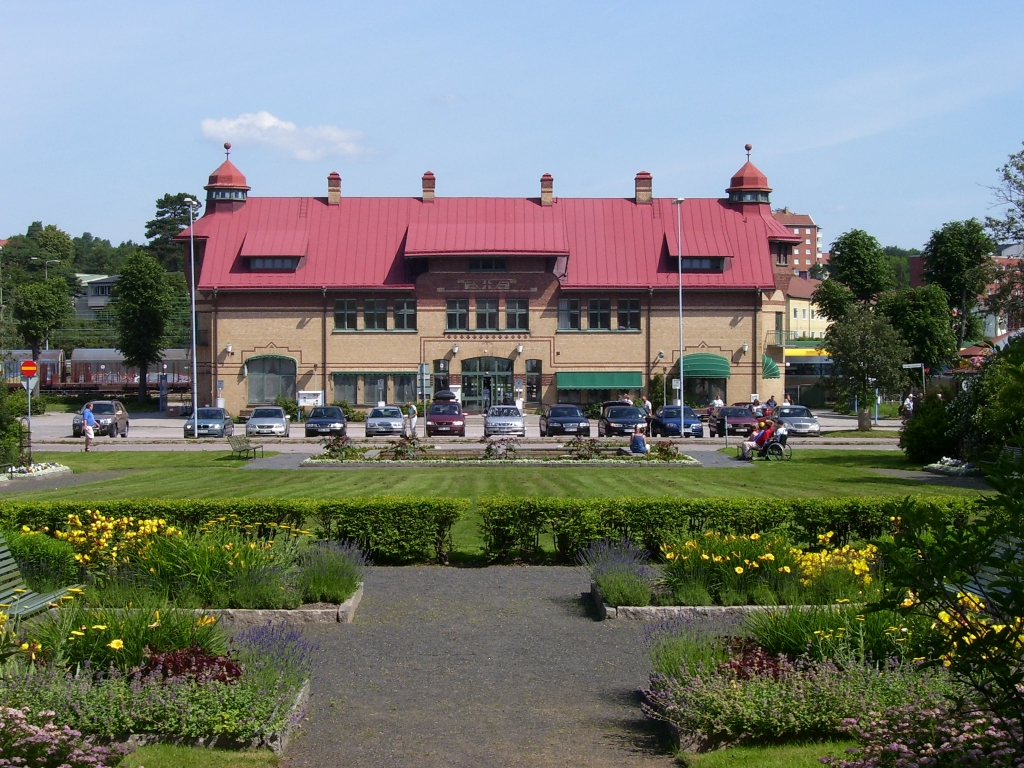
Uddevalla centralstation
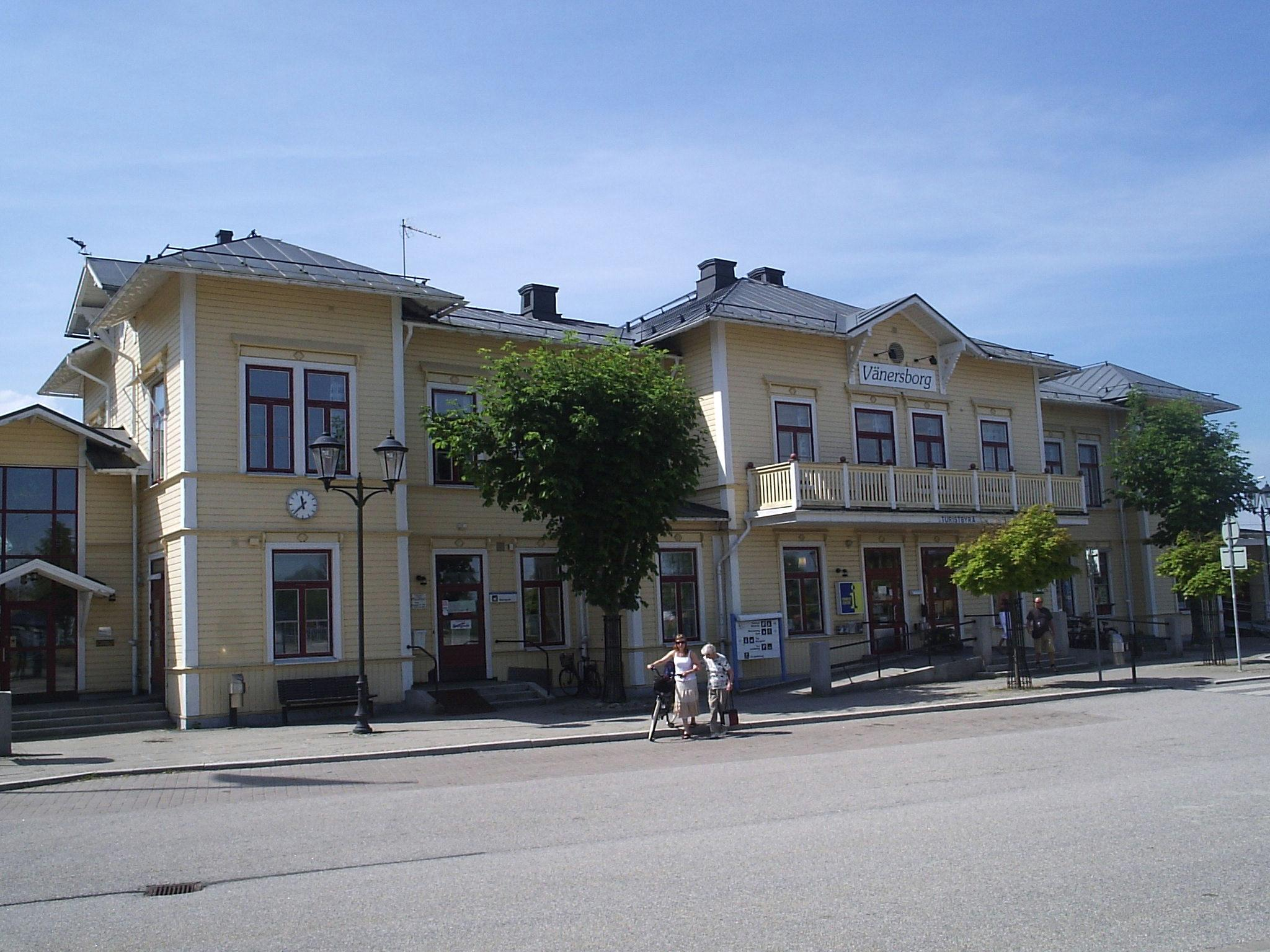
Vänersborgs station
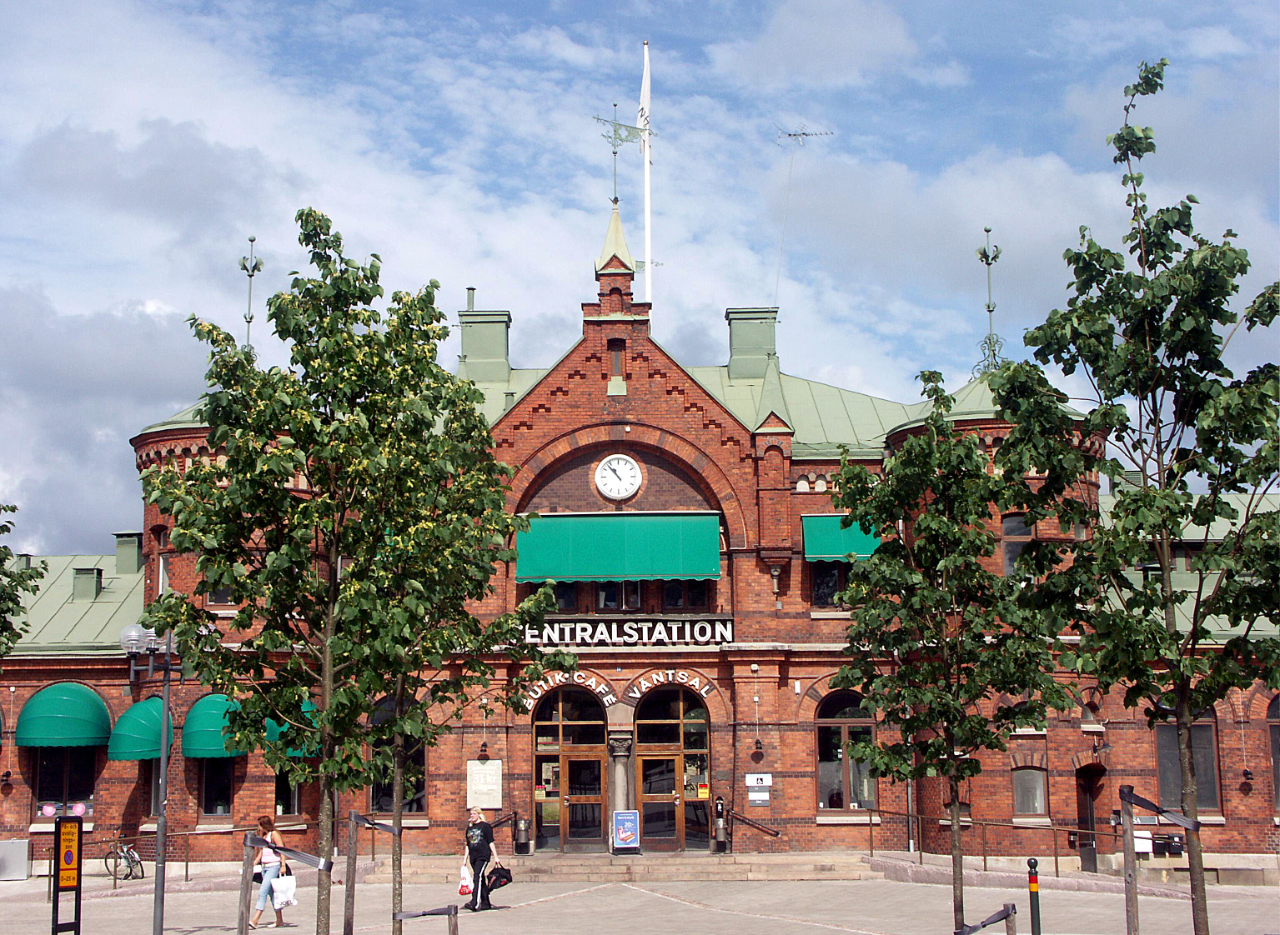
Borås centralstation